# Mornant
Mornant település Franciaországban, Rhône megyében. Lakosainak száma 6261 fő (2022. január 1.). Mornant Saint-Laurent-d'Agny, Chaussan, Chabanière és Beauvallon községekkel határos.

## Népesség
A település népességének változása:
| Lakosok száma | 5550 | 5566 | 5582 | 5725 | 5938 | 6050 | 6144 | 6238 | 6274 | 6261 |
|               | 2013 | 2014 | 2015 | 2016 | 2017 | 2018 | 2019 | 2020 | 2021 | 2022 |